# Новониколаевка (Запорожская область)
Новоникола́евка (укр. Новомиколаївка) — город, Новониколаевский поселковый совет, Новониколаевский район, Запорожская область, Украина.
Является административным центром Новониколаевского района.
Является административным центром Новониколаевского поселкового совета, в который, кроме того, входят сёла
Михайловское и
Островское.

## Географическое положение
Город Новониколаевка находится на правом берегу реки Верхняя Терса,
выше по течению на расстоянии в 4 км расположено село Марьяновка,
ниже по течению на расстоянии в 4,5 км расположено село Каменка,
на противоположном берегу — село Михайловское.
Через посёлок проходят автомобильные дороги Т-0408 и Н-15.

## История
- 1790 год — дата основания как село Кочережки.
- В 1812 году (по другим данным в 1813 году) переименовано в село Новониколаевка.

Во время Великой Отечественной войны в 1941—1943 селение находилось под немецкой оккупацией.
В 1957 году присвоено статус посёлок городского типа.
В 1989 году численность населения составляла 5988 человек.
По состоянию на 1 января 2013 года численность населения составляла 5485 человек.

## Экономика
- Новониколаевский молокозавод.

## Объекты социальной сферы
- Школа № 1.
- Школа № 2.
- Новониколаевский УПК.
- Новониколаевская спецшкола-интернат, для детей с тяжелыми нарушениями речи.
- Почта
- Центральная районная больница
- Поликлиника
- Музыкальная школа
- Дом культуры.
- Краеведческий музей.
- Детско-юношеская спортивная школа.
- Рынок

## Известные люди
- Фокин, Витольд Павлович — премьер-министр Украины в 1991—1992 гг., уроженец Новониколаевки.

## Религия
- Церковь святого Николая.